# Frank Paul Calaprice
Frank Paul Calaprice ist ein US-amerikanischer experimenteller Teilchenphysiker.
Calaprice wurde 1967 an der University of California, Berkeley, bei Eugene Commins promoviert. Ab 1970 war er in der damals von Ruby Sherr und Gerry Garvey geleiteten Kernphysik-Gruppe der Princeton University, wo er später Professor und Leiter des Princeton Cyclotron wurde.
Anfangs befasste er sich mit dem Test der Zeitumkehrinvarianz (T-Invarianz) beim Zerfall polarisierter Edelgasatome wie 19 Ne, was zu dem 20 Jahre lang genauesten Test für die T-Invarianz im schwachen Betazerfall führte. Danach suchte er unter anderem nach neuen schwachen Wechselwirkungen und Axionen. Mit Will Happer, Gordon Cates und Art McDonald nutzte er optisches Pumpen an polarisierten Edelgasatomen um Paritätsverletzungen bei den Kernkräften und Verletzung der T-Symmetrie über ein permanentes elektrisches Dipolmoment bei Edelgasatomen zu suchen.
Ab den 1990er Jahren leitete er mit Gianpaolo Bellini das Borexino-Experiment für solare Neutrinos im Gran Sasso. Dabei erreichten sie den niedrigsten je erreichten (2022) Hintergrund im sub-MeV Bereich und die erste vollständige Beobachtung von Neutrinos aus der Proton-Proton-Reaktion, darunter die erste Beobachtung von Neutrinos aus 7 Be (siehe Proton-Proton-Reaktion#Hauptfolgereaktionen, sie sind die zweithäufigsten solaren Neutrinos und Borexino gelang die erste Echtzeit-Messung) und pep. Ihnen gelang auch die erste Echtzeitmessung von pp-Neutrinos (die häufigsten solaren Neutrinos). Außerdem beobachteten sie als Erste die Neutrinos aus dem Bethe-Weizsäcker-Zyklus (CNO). Damit konnte der Ablauf der Fusionsreaktionen in der Sonne bestätigt werden. Am Borexino entwarf und konstruierte er unter anderem das Umschließungssystem (containment) und Reinigungssystem des Szintillators. Borexino gelang auch mit KamLand der sichere Nachweis von Geoneutrinos (Neutrinos aus Reaktionen im Erdinnern).
Er ist auch an Suche nach dunkler Materie beteiligt (DarkSide, ein Untergrund-Detektor in Form einer Time Projection Chamber mit flüssigem Argon, SABRE Programm über Natriumjodid-Detektoren).
Er ist Fellow der American Physical Society. 2023 erhielt er den Hans-A.-Bethe-Preis für „Pionierarbeit zu großen Detektoren mit sehr geringen Hintergrundsignalen, speziell Borexino, wo das komplette Spektrum solarer Neutrinos gemessen wurde, gipfelnd in der Entdeckung der CNO-Neutrinos, wodurch alle energieerzeugenden Reaktionen der Sternentwicklung experimentell nachgewiesen wurden“.
Er ist mit Alice Calaprice verheiratet.